# Eleocharis variegata
Eleocharis variegata là loài thực vật có hoa trong họ Cói. Loài này được (Poir.) C.Presl mô tả khoa học đầu tiên năm 1828.